# 沼沙参
沼沙参（学名：Adenophora palustris）是桔梗科沙参属的植物。分布于朝鲜北部以及中国大陆的辽宁、吉林等地，目前尚未由人工引种栽培。